# Scalony bipolarny układ monolityczny
Układ ten składa się z podłoża półprzewodnikowego oraz wytworzonych w jego objętości lub na jego powierzchni obszarów funkcjonalnych elementów, obszarów izolujących elementy, połączeń wewnętrznych między elementami oraz obudowy i doprowadzeń zewnętrznych. W przekroju poprzecznym tego układu wyróżniamy 4 warstwy, dolną Si-P, drugą jest cienka warstwa Si-N,trzecia to SiO2, a ostatnią warstwę stanowi Al. Poszczególne elementy układów monolitycznych są wykonane na tzw. wyspach, odizolowanych od siebie i od podłoża. Budowa tranzystora stosowanego w układach monolitycznych jest podobny do budowy indywidualnego tranzystora epitaksjalno-planarnego. Rezystory w  układach monolitycznych bipolarnych tworzy warstwa typu P lub N+,często w postaci meandra. Są to tzw. rezystory warstwowe. Jako diody stosuje się najczęściej struktury tranzystorowe, przy czym używa się tylko jednego ze złączy tranzystora. W układach monolitycznych wytwarza się dwa rodzaje kondensatorów, pierwszy rodzaj wykorzystuje pojemność spolaryzowanego wstecznie złącza PN, natomiast drugim rodzajem są kondensatory tlenkowe. Pojemność tych drugich jest mniejsza, a wymiary większe, a niżeli złączowych. W układach monolitycznych cewki indukcyjne wytwarza się bardzo rzadko przez naparowanie na warstwę SiO2 spiralnej warstwy metalu. Wszystkie elementy układu monolitycznego są wytwarzane w identycznych warunkach i w ciągu jednego procesu technologicznego.